# 納 (緬甸)
納（MLCTS：Nat，發音：[naʔ]），或稱緬甸神靈、精灵、魔神、祖灵、龍神，是緬甸民間宗教的神靈。納的種類繁多，有官方的37尊主要神靈，有民間村莊、家宅、個人的守護神靈，也有大自然中高山、樹林的守護神靈。

## 词源
该词的词源通常有两种解释。一种认为该词源自原始汉藏语，意为伤病或邪灵，与汉语“难”或“傩”同源。而缅英词典则认为该词借自巴利语nātha，意为“守护者”。

## 类别

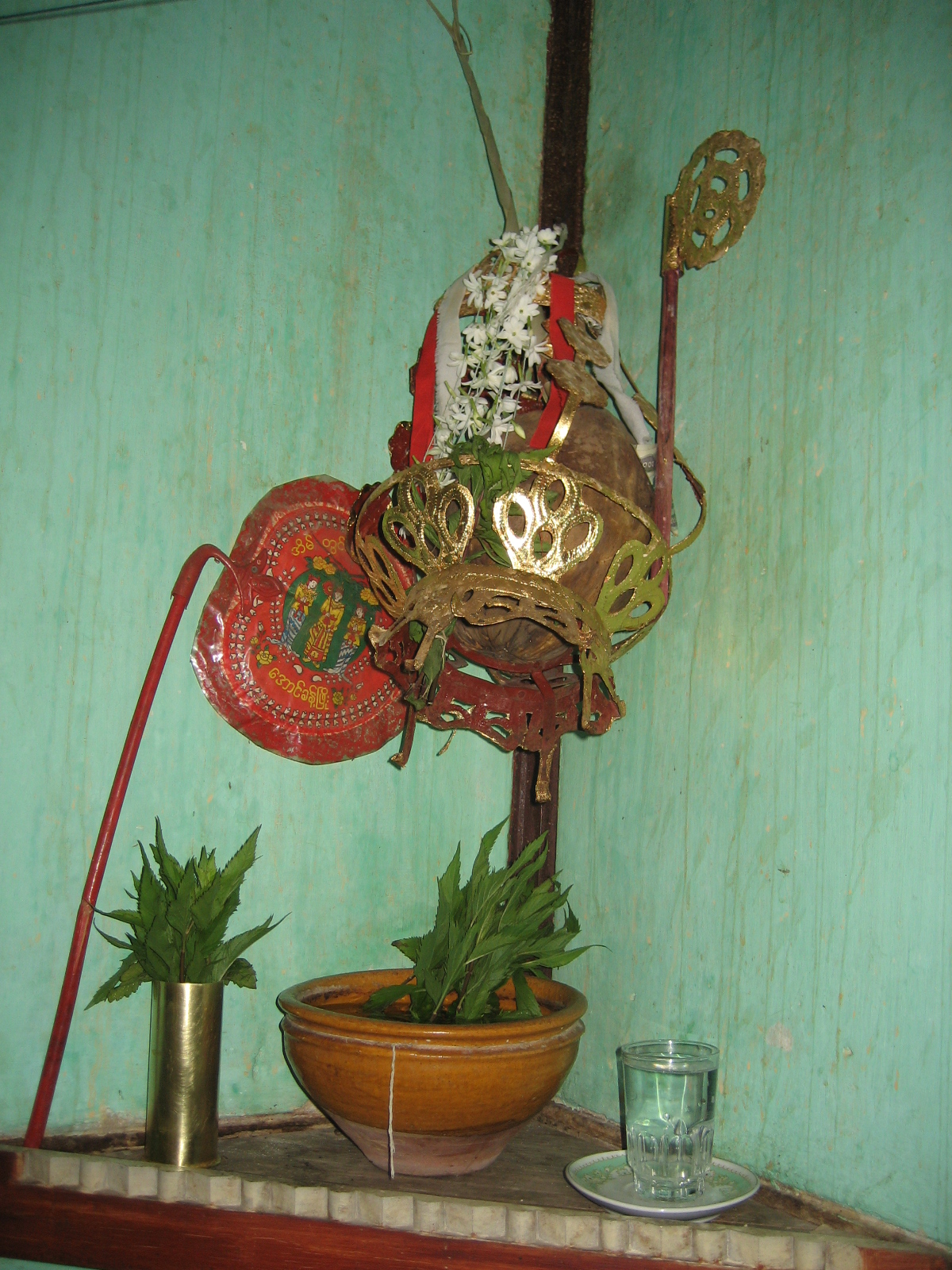
家宅懸掛的椰子

納可以分為37尊官方神靈與其他神靈（如樹靈、水靈），官方神靈大多是遭遇暴力死亡（စိမ်းသေ，Sein The，字面意為「綠色死亡」）的人類，因此也被稱為納森（နတ်စိမ်း，Nat Sein，字面意為「綠色神靈」）。緬甸佛教信仰中的納分為低階神靈（အောက်နတ်，Auk Nat）與居住在六重天的高階神靈（အထက်နတ်，Ahtet Nat）提婆。納信仰在緬族與緬甸少數民族中一樣普遍，農村地區比在都市地區更常見。
每個緬甸村莊都有其守護神靈，稱納信（နတ်စင်，Nat Sin）或伊瓦桑納（ရွာစောင့်နတ်，Ywa Saung Nat）。家宅的東南角則常懸掛一顆薰香、包裹崗包的椰子，作為奉獻給大山神摩訶祇利的供品，這也稱為恩敦（အိမ်တွင်းနတ်，Ein Dwin）或恩桑（အိမ်စောင့်နတ်，Ein Saung），即家宅守護神靈。個人的守護神靈稱為哥桑納（ကိုယ်စောင့်နတ်，Ko Saung Nat），另外還有從父母處傳承來的神靈稱米盛帕盛（မိဆိုင်ဖဆိုင်，Mi Hsaing Hpa Hsaing，字面意為「母側父側」）。

## 納信仰與佛教
佛教是緬甸的主流信仰，對於緬甸佛教與納信仰的關係，有些學者認為兩者毫無關聯，也有學者認為兩者早已融合為一個宗教。一些緬甸人覺得納信仰只是迷信，貶低它在社會中的地位。阿奴律陀設立官方37尊神靈的說法則被解讀為東吁帝國統一緬甸後全境緬化與緬族優越主義的體現。納信仰在佛教傳入緬甸之前就已廣泛存在，後與傳入的佛教融合並存。

## 納信仰與環保

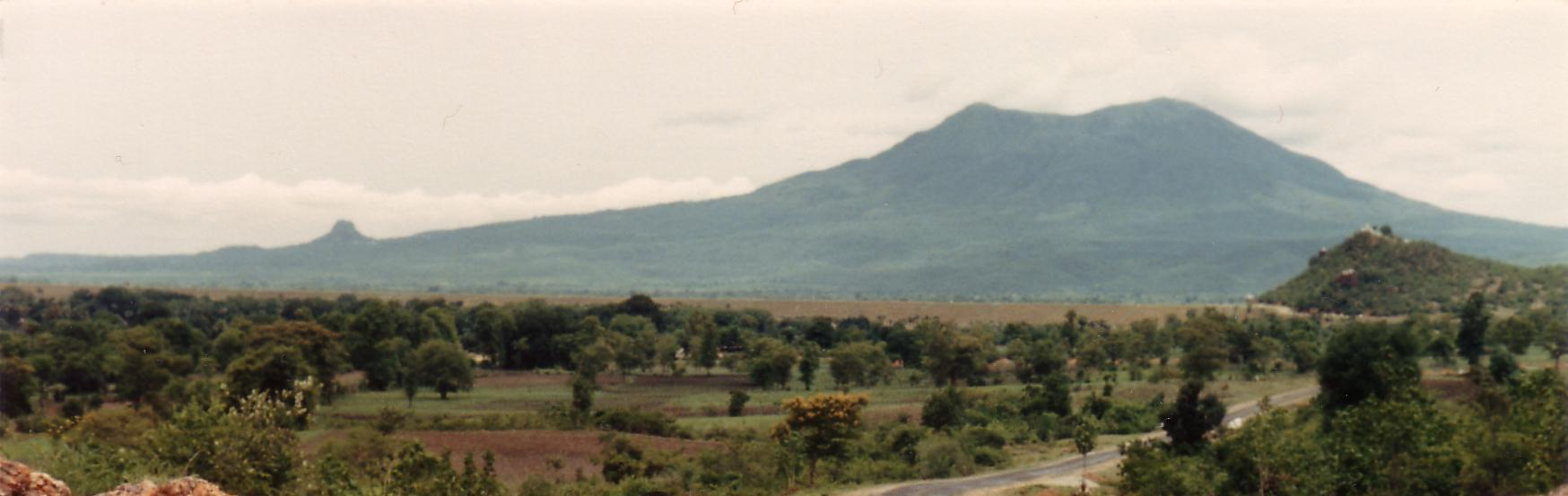
波巴山與左側的湯恩格拉德（Taung Kalat）

緬甸傳統民間信仰認為樹林的守護神靈稱為杜桑納（တောစောင့်နတ်，Taw Saung Nat），高山的守護神靈稱為當桑納（တောင်စောင့်နတ်，Taung Saung Nat）。這種民間信仰在某種程度上防止了人們對環境的破壞。緬甸人認為濫伐森林會激怒名為約克索的樹靈，伐樹人會受到樹靈的懲罰。

## 神靈節

阿摩羅補羅神靈節中供奉給彌憍苴的烈酒

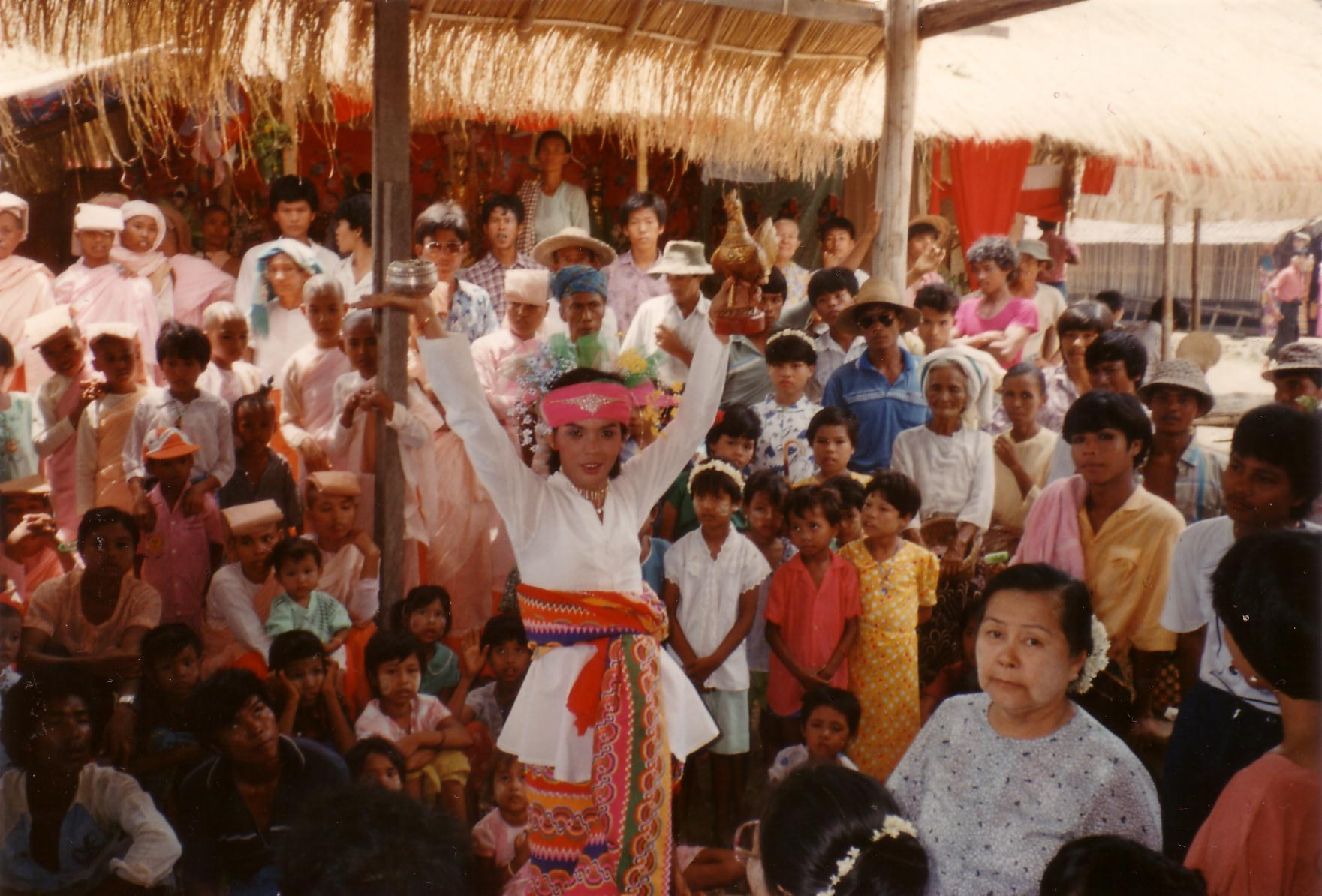
敏貢神靈節中的靈媒

緬甸納信仰最重要的地點在蒲甘附近的波巴山，波巴山是一座有許多寺廟與遺跡的死火山，每年的神靈節（နတ်‌ပွဲ，Nat Pwè）在緬曆九月（約公曆十二月）的月圓日舉行，祭祀官方37尊神靈。曼德勒北部的唐邦（Taungbyone）神靈節則在緬曆五月（約公曆八月）的十一日至月圓日舉行，祭祀瑞冰祇與瑞冰尼兄弟。一週後在阿摩羅補羅的亞達納古（Yadanagu）神靈節則祭祀瑞冰祇與瑞冰尼兄弟的母親波巴梅杜。
納加杜（နတ်ကတေ，Nat Kadaw）是納的靈媒，負責在神靈節時跳舞、扶乩。納加杜傳統上是由女性擔任，母女世襲相傳。神靈節中的音樂通常伴以緬甸圍鼓，參與盛會的人們醉飲棕榈酒，隨著圍鼓狂野的節奏狂歡熱舞。

## 神靈列表
一般認為阿奴律陀在禁止納信仰失敗後設計了官方的37尊神靈組合，他成功將帝釋天以達賈敏之名取代摩訶祇利作為神靈之首，並在瑞喜宮佛塔將眾神靈描繪成佛陀的信眾。37尊神靈中有七尊是阿奴律陀時期的人物。官方神靈中大部分是緬甸歷史上的緬族王室人物，也有一些其他民族的人物如泰族的雲布因、撣族的芒波杜。

### 官方神靈

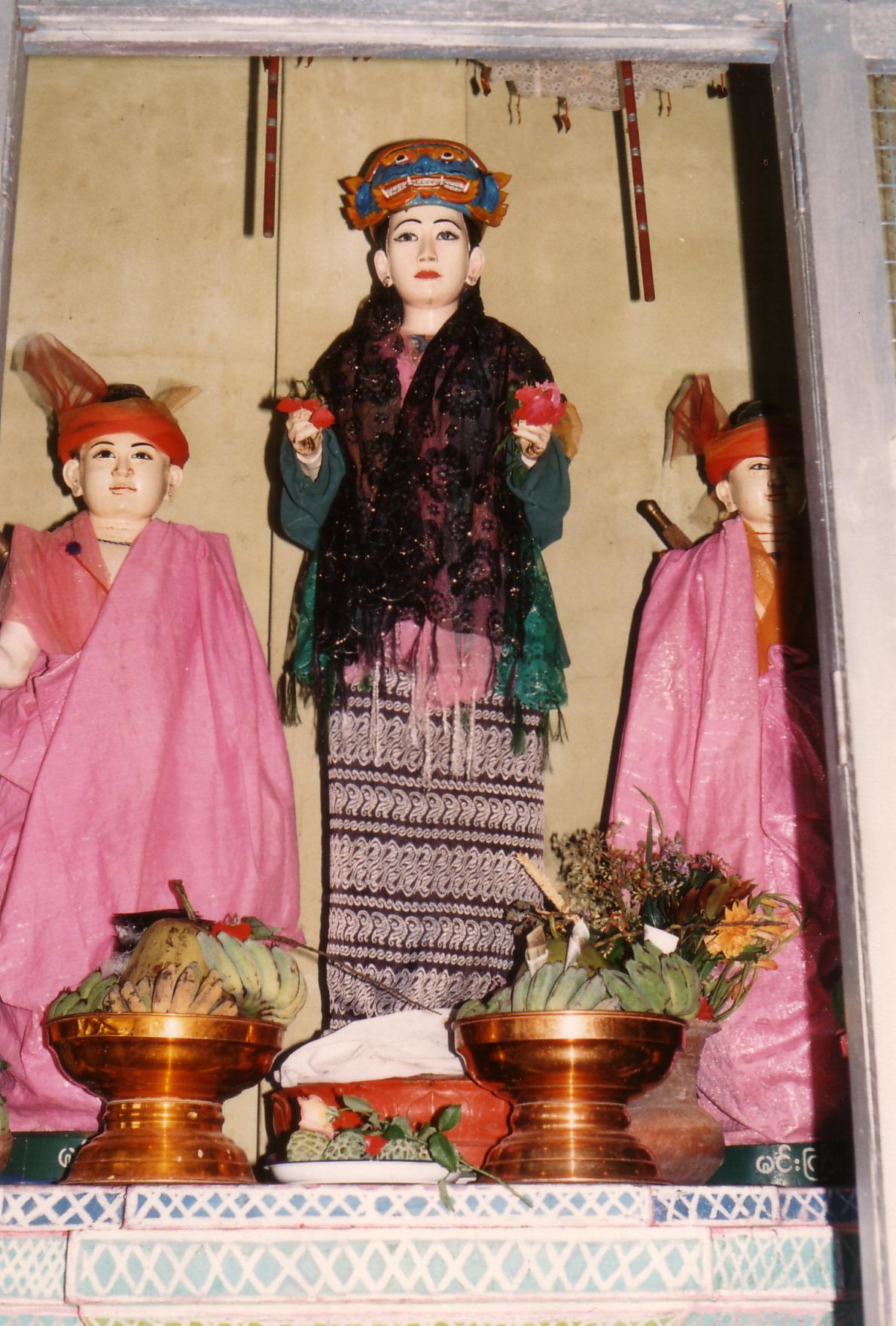
波巴山上波巴梅杜與其子瑞冰祇、瑞冰尼的神龕

1. 德賈敏（英语：Thagyamin）
2. 摩訶祇利（မင်းမဟာဂီရိ）
3. 恩姆杜基（英语：Hnamadawgyi）
4. 瑞娜拜（英语：Shwe Nabay）
5. 東班拉（英语：Thonbanhla）
6. 東吁明恭（英语：Taungoo Mingaung）
7. 敏德亞（မင်းတရား）
8. 丹杜甘（英语：Thandawgan）
9. 瑞那羅都（ရွှေနော်ရထာ）
10. 翁斯伐摩夷（အောင်စွာမကြီး）
11. 迦悉信（ငါးစီးရှင်）
12. 翁民梨辛標信（အောင်ပင်လယ်ဆင်ဖြူရှင်）
13. 當姆基（英语：Taungmagyi）
14. 芒敏欣（英语：Maungminshin）
15. 欣杜（英语：Shindaw）
16. 良欽
17. 德彬瑞蒂（တပင်‌ရွှေထီး）
18. 敏耶昂丁（英语：Minye Aungdin）
19. 瑞西丁（英语：Shwe Sitthin）
20. 梅杜瑞茲加（英语：Medaw Shwezaga）
21. 芒波杜（英语：Maung Po Tu）
22. 雲布因（英语：Yun Bayin）
23. 芒敏彪（မောင်မင်းဖြူ）
24. 曼德勒波杜（英语：Mandalay Bodaw）
25. 瑞冰祇（‌）
26. 瑞冰尼（ရွှေဖျင်း ညီတော်）
27. 敏達芒欣（英语：Mintha Maungshin）
28. 帝驃僧（ထီးဖြူဆောင်း）
29. 帝驃僧梅杜（英语：Htibyuhsaung Medaw）
30. 信蜜恆（ပရိမ္မရှင် မင်းခေါင်）
31. 敏悉都（မင်းစည်သူ）
32. 彌憍苴（မင်းကျော်စွာ）
33. 苗派欣姆（英语：Myaukhpet Shinma）
34. 阿諾彌婆耶（အနောက် မိဘုရား）
35. 欣貢（英语：Shingon (nat)）
36. 欣瓜（英语：Shingwa）
37. 欣內米（英语：Shin Nemi）

### 其他神靈

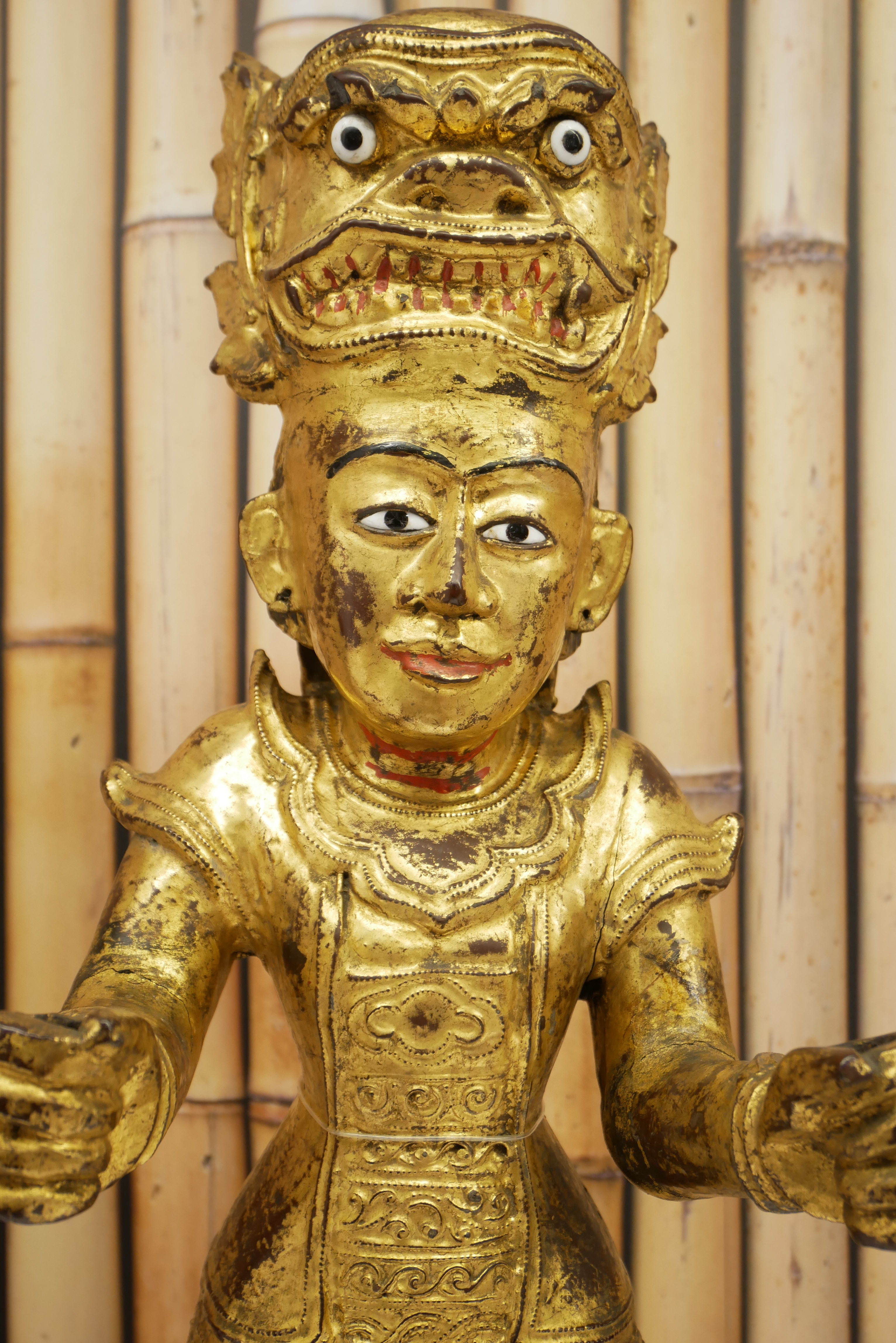
波巴梅杜塑像

- 波巴梅杜（英语：Popa Medaw）
- 吳欣基（英语：U Shin Gyi）
- 勃固梅杜（英语：Bago Medaw）
- 阿邁亞伊因（英语：Amay Yay Yin）
- 阿邁堅（英语：Amay Gyan）
- 波波吉（ဘိုးဘိုးကြီး）
- 班圖瓦（英语：Pan Htwar）
- 嘛南維（မြနန်းနွယ်）
- 約克索（英语：Yokkaso）
- 阿加德索（英语：Akathaso）
- 布姆索（英语：Bhummaso）
- 姆派娃（英语：Ma Phae Wah）
- 姆威當（英语：Ma Ngwe Taung）

## 其他缅甸传说
纳瓦优拔（Nawarupa）意思为九种样子，因为它包含了九种不同样子的身体部位。认为放置这种造型就不会有灾难。